# Microregiunea Alutus Maior

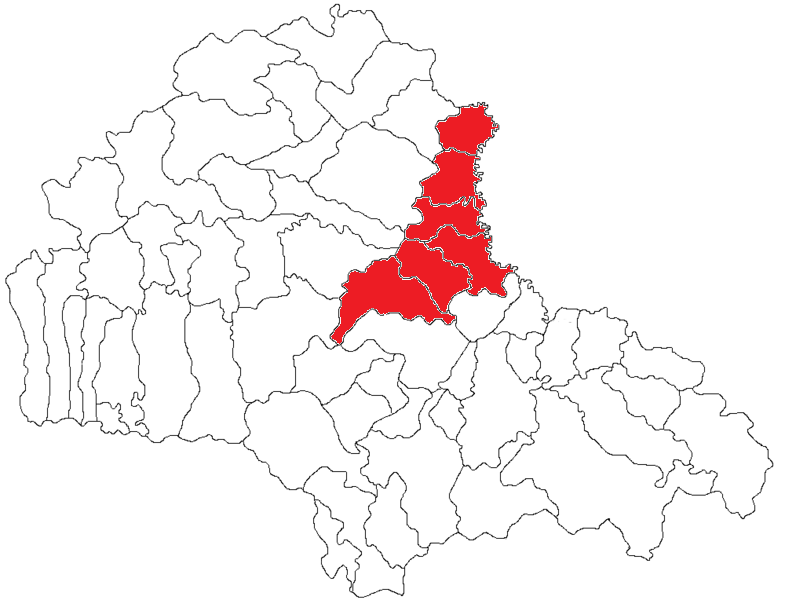
Situarea microregiunii Alutus Maior în cadrul judeţului Braşov

Microregiunea Alutus Maior este situată în nordul regiunii istorice Țara Bârsei. Cuprinde comunele Apața, Augustin, Crizbav, Dumbrăvița, Feldioara, Măieruș și Ormeniș.

## Biliografie
Agenția de Dezvoltare Durabilă a județului Brașov